# Câmara Municipal de Campinas
A Câmara Municipal de Campinas é o órgão legislativo do município de Campinas, localizada no estado de São Paulo, no Brasil. Desde sua 14ª Legislatura (2005-2008), é composta por 33 vereadores

. Foi fundada em 15 de dezembro de 1797, quando a povoação, antes parte do território da Vila de Jundiaí, foi elevada ela também à condição de vila, tendo levado o nome de "Vila de São Carlos", a qual veio a a se tornar uma cidade somente em 1842, ano a partir do qual a cidade passou a levar oficialmente o nome atual.
Entre meados de 2005 e 2006, sua sede foi deslocada para um imóvel localizado na "Av. Eng. Roberto Mange, n° 66", no bairro campineiro da Ponte Preta, lar do famoso clube de futebol homônimo. o horário de funcionamento da casa legislativa é  de segunda a sexta-feira, das 9h00 às 18h00, horário este a partir do qual, às segundas e quartas-feiras, ocorrem as sessões ordinárias. A Câmara de Campinas utiliza em suas atividades dois auditórios disponíveis em sua sede: o "Plenário" e o "Plenarinho", o primeiro com capacidade para entre 250 e 300 pessoas, ao passo que o último, como o nome sugere, tem uma capacidade menor, podendo receber, no máximo, 50 pessoas. Todas as atividades realizadas nos auditórios da Câmara Municipal são abertos ao público.

## História

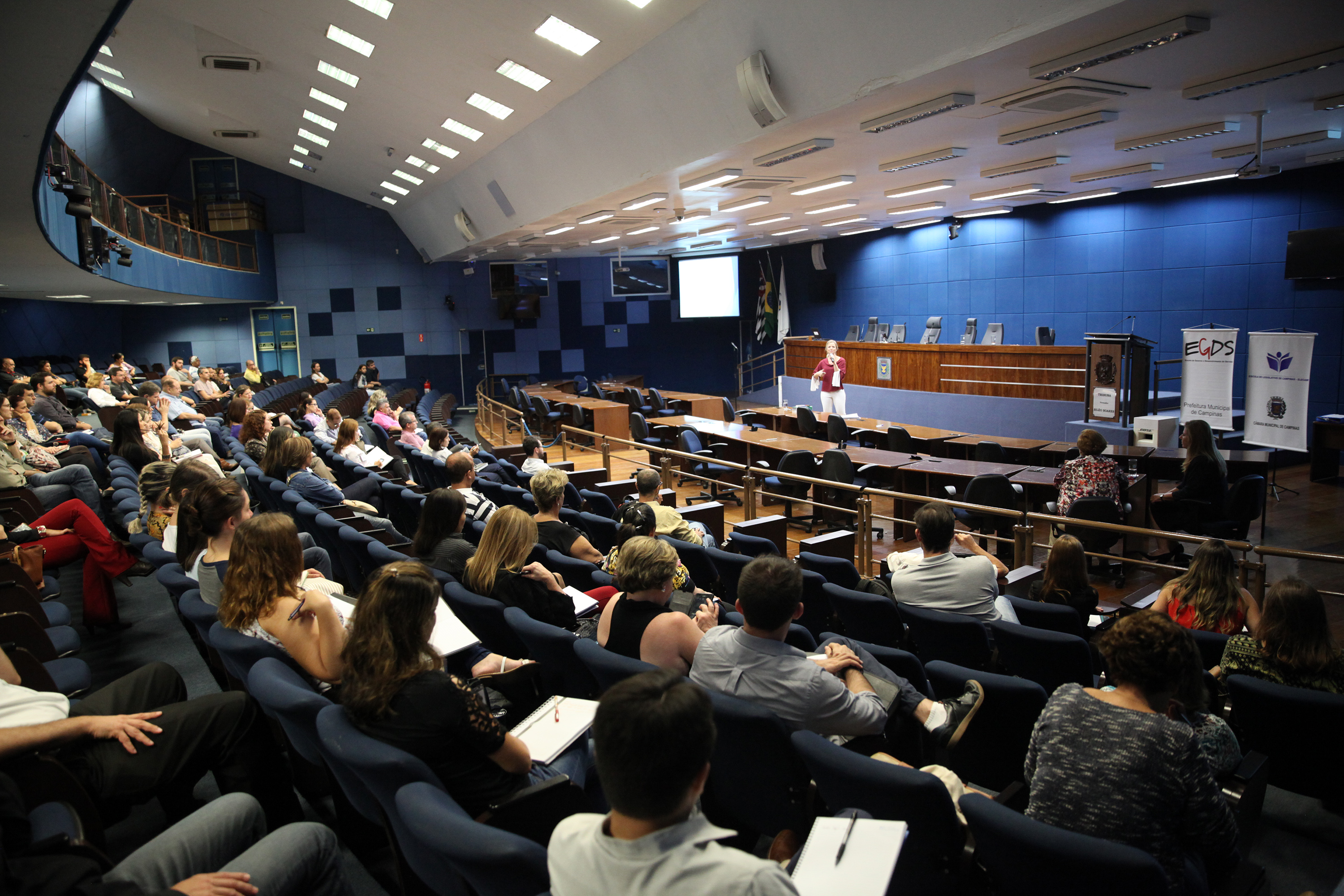
Interior da Câmara Municipal

A história da Câmara Municipal de Campinas se mistura à história da própria cidade, a qual foi fundada oficialmente pelo bandeirante Barreto Leme, em 14 de julho de 1774, quando o então chamado Estado do Brasil, cujo território era menor do que a atual República, ainda era uma colônia do Reino de Portugal e dos Algarves. Na época, Campinas era uma freguesia (uma subdivisão territorial de uma vila ou de uma cidade) que levava o nome de de "Freguesia de Nossa Senhora da Conceição das Campinas do Matogrosso" (ou simplesmente "Freguesia das Campinas do Mato Grosso"), que integrava o território de estava subordinada politicamente à "Vila Formosa de Nossa Senhora do Desterro do Mato Grosso de Jundiaí" (ou simplesmente "Vila de Jundiaí").
A história da Câmara Municipal se inicia a partir da emancipação da então Freguesia das Campinas do Mato Grosso  à condição de vila, o que se deu em 15 de dezembro de 1797, libertando-a da subordinação à Vila de Jundiaí, além de deixar de integrar o território da última, momento a partir do qual a antes freguesia passou a levar o nome de "Vila de São Carlos". No mesmo dia de sua emancipação política foi fundada a casa legislativa da então Vila de São Carlos, sendo realizada a primeira eleição de sua história, em que pese num sistema bem diferente do atual.

### As cinco fases históricas
De acordo com a Câmara, alguns estudiosos dividem a história da casa em cinco períodos ou fases.

#### Primeira fase
Considerado como um período mais embrionário,é compreendido entre os anos de 1797 e 1828. É o chamado período das Legislaturas Anuais. A criação da Câmara foi consequência da força da economia açucareira que se instalou na região a partir de 1774, quando Campinas foi transformada em Freguesia. E esse fato – que poderia ser apenas formalidade do ponto de vista institucional – na verdade integrava uma ampla e bem sucedida estratégia da Coroa Portuguesa.
Ameaçado pelo avanço espanhol no continente sul-americano e prevendo o fim do Ciclo do Ouro em Minas, Portugal se viu obrigado a recuperar a Capitania de São Paulo (que nesta época já estava desmembrada de Minas e havia sido anexada ao Rio de Janeiro). Para isso, decidiu ocupar de forma ordenada - e permanente - o território paulista e estimular a agricultura intensiva de cana-de-açúcar, um produto cada vez mais valorizado no mercado internacional. Foi por isso que surgiram as Freguesias de Campinas e Piracicaba, por exemplo.
O setor experimentou um surto de desenvolvimento em São Paulo nos anos seguintes e cresceu o poder político dos “Senhores de Engenho”, que foram decisivos nos primórdios da Câmara: os primeiros vereadores foram tirados de uma lista de 34 cidadãos elaborada pela elite agrária. Eram os chamados “Homens Bons” e “aptos para os cargos públicos”. Só eram considerados “Homens Bons” aqueles que tivessem bens significativos. Ou seja, os fazendeiros e, em especial, os donos de engenho de cana de açúcar.
Entre os 24 candidatos, foram eleitos José Barbosa da Cunha (1º advogado de Campinas e formado pela Universidade de Coimbra), Bernardo Guedes Barreto (Filho de Barreto Leme, fundador oficial de Campinas), José Gonçalves César, José da Rocha Camargo e Francisco de Camargo Pimentel – os dois últimos, membros de uma das famílias de maior poder político em Campinas até a segunda metade do século 19.
Mas a primeira Câmara também foi protagonista do primeiro conflito. O grupo se recusou a incluir o nome de Raimundo Álvares dos Santos Prado na lista tríplice que seria entregue ao governador Antonio Manoel de Melo Castro Mendonça com os mais votados para capitão-mor, detentor do poder militar. Raimundo era protegido do governador, mas não tinha grandes posses nem gozava da simpatia do senhores de engenho. O resultado do insulto foi a deposição da Câmara.
Um novo colegiado foi eleito e tomou posse em 26 de abril de 1798. Desta vez, contou com a eleição de Antonio de Camargo Penteado, Alexandre Barbosa de Andrade, Manuel Pereira Tangerino, João José da Silva, Rafael de Oliveira Cardoso e Albano de Almeida Lima – integrantes em sua maioria das mesmas famílias que elegeram os representantes da Câmara deposta.
Nas 32 primeiras legislaturas, os vereadores tinham mandatos de apenas um ano. Além de três vereadores, havia a figura do procurador e dos dois juízes – o cargo de juiz equivalia ao de presidente da Câmara. Apesar de comumente distinguidos entre os cargos de “Juiz Ordinário”  (juiz presidente da partir de 1823) e “Juiz Companheiro”, o que apontaria uma importância maior do primeiro sobre o segundo, documentos mostram que os dois se alternavam em suas atribuições em diversas ocasiões.
Este período registra a atuação do vereador mais longevo da história da Câmara foi Pedro José Batista – que somou nove mandatos – uma marca ainda não superada mais de dois séculos depois.
Com a evolução do espaço urbano, a Vila de São Carlos, por meio da lei geral de 1º de outubro de 1828, substitui os conselhos de mandatos anuais por quadrienais e aumenta o número de vereadores de seis para sete.

#### Segunda fase
A segunda fase da história da Câmara ocorreria a partir de 1829, quando têm início as legislaturas quadrienais, e se estende até a Proclamação da República, 70 anos depois. Neste período, o café é o principal produto da economia brasileira e também de Campinas, e vai proporcionar as bases para o crescimento urbano e o início da instalação do parque industrial.
Com a elevação da condição de vila para cidade, em 1842, o número de vereadores sobre de sete para nove. A Câmara de Campinas passa a ter participação importante na história do Brasil, pois conta com figuras fundamentais do movimento republicano, como Francisco Glicério (que foi Ministro da Agricultura no primeiro governo republicano do Brasil) e Manuel Ferraz de Campos Salles – um dos primeiros presidentes do novo regime republicano.

#### Terceira fase
A terceira fase da trajetória do Legislativo em Campinas é aquela aberta pela Proclamação da República e se estende até quase o final da década de 1930.  No ano específico da proclamação, 1889, por ocasião da primeira e mais forte epidemia de febre amarela que assolou Campinas - no final do século XIX - as reuniões da Câmara no Paço Municipal foram suspensas e passaram a acontecer na casa dos vereadores.
Nos primeiros quatro anos da República, a Câmara passa a funcionar como Conselho de Intendentes, retomando a nomenclatura de Câmara Municipal na sequência.
Com o golpe de 1930, o então Presidente da República Washington Luís foi deposto, sendo o poder assumido por uma Junta Militar, até a posse de Getúlio Vargas, que dias depois de empossado, baixou o "Decreto n° 19.398, de 11 de novembro de 1930", pelo qual, instituindo o Governo Provisório,  foram dissolvidas as casas legislativas em todo o país, passando o Poder Legislativo a ser concentrado nas mãos de Vargas juntamente com o Poder Executivo. Um ano depois, Vargas baixa o Decreto nº 20.348, de de 29 de agosto de 1931, instituindo os "Conselhos Consultivos Municipais", que em Campinas foram presidido por Carlos William Stevenson, até que em 1936 as Câmaras voltam a existir, ocasião em que José Pires Neto assume a Presidência da Casa.
Porém, em 1937 o Estado Novo e o governo autoritário de Vargas fecham o Congresso Nacional, as Assembleias Legislativas e as Câmara Municipais. Por dez anos, de 1937 a 1947 a atividade parlamentar esteve proibida em território brasileiro.

#### Quarta fase
Com a Constituição de 1946, fica restabelecido o princípio federativo, com a autonomia para os Estados e Municípios e a independência dos três Poderes da União. Em 1º de janeiro de 1948 acontece a sessão solene da instalação da Câmara Municipal de Campinas, no 5º andar do Palácio da Justiça, localizado na Rua Campos Sales no centro da cidade.
Iniciada em 1948 com a posse dos novos representantes eleitos após o longo período ditatorial, a quarta etapa da história da Câmara se estende até o final do novo governo autoritário – o de 1964 a 1984 – período em que o Brasil experimentou a mais prolongada ditadura militar de sua história. Um destaque deste período é que Campinas elegeu pela primeira vez em sua história, já para legislatura inicial (1948-1952): Vera Pinto Teles. Em 20 de janeiro de 1971 aconteceu a solenidade de inauguração das novas dependências da Câmara Municipal no Palácio dos Jequitibás, então nova sede do Executivo campineiro, onde permaneceu até que, em 2005, mudou sua sede novamente para o atual prédio, no bairro Ponte Preta.

#### Quinta fase
A quinta fase se iniciou com a 10ª Legislatura (1989-1992), quando foi elaborada a primeira Lei Orgânica do Município (LOM). Nessa legislatura, como um sinal de novos tempos, um evento que ocorreu pela primeira vez na história da Câmara, a eleição simultânea de três mulheres: (Arita Pettená, Célia Leão e Vanda Russo), o que voltaria a ocorrer somente no século XXI, na 14ª legislatura (2005-2008).

## Escândalos de 2011
Em 2011, a Câmara Municipal abriu duas comissões processantes, presididas pelo então vereador Rafa Zimbaldi, para cassar o mandato do prefeito Hélio de Oliveira Santos (conhecido como "Dr. Hélio"), cuja esposa estava envolvida em escândalos de desvios de dinheiro público, o que fora apurado pelo Ministério Público. fff
Após o impeachment de Dr. Hélio em 20 de agosto de 2011, cerca de um ano e meio antes de completar seu segundo mandato, o vice-prefeito Demétrio Vilagra assumiu a chefia do Executivo municipal, até ser afastado em 19 de outubro de 2011, e depois reconduzido ao cargo 10 dias depois. No entanto, passados dois meses, Vilagra teve seu mandato cassado de modo definitivo em 20 de agosto de 2011. Para sucedê-lo no cargo, restou o então presidente da Câmara Municipal, Pedro Serafim,  que foi prefeito interino até as próximas eleições municipais, que viriam a ocorrer no ano seguinte, e nas quais foi eleito o candidato Jonas Donizette.

## Mulheres na política de Campinas
Campinas sempre se destacou pelo pioneirismo das mulheres nas mais diversas profissões. No caso da política local, logo na 1ª legislatura (1948-1948) após a reabertura da Câmara Municipal, fechada durante o Estado Novo, foi eleita Vera Pinto Teles (PCB), a primeira mulher vereadora da cidade.
Desde então, apenas outras 13 mulheres já foram eleitas para o Legislativo, sendo que tanto a 10ª (1989 -1992) quanto a 14ª legislatura (2005-2008) foram, até o momento, as que mais concentraram parlamentares do gênero feminino.
- Vera Pinto Teles (1948-1951)
- Silvia Simões Magro (1948-1951)
- Enéa Caldato (1969-1972)
- Clara de Oliveira (1973-1976)
- Arita Pettená (1989-1992)
- Célia Leão (1989-1992)
- Vanda Russo (1989-1992)
- Ester Viana (1997-2000)
- Maria José da Silva Cunha (2001-2004)
- Teresinha de Carvalho (2001-2004 / 2005-2008)
- Izabel Rocha (Agosto de 2004)
- Leonice da Paz (2005-2008)
- Marcela Moreira (2005-2008)
- Neusa do São João (2013-2016)
- Mariana Conti (2017-2020)

## Legislaturas

### 19ª Legislatura (2025-)
| Nº | Nome                        | Partido      | Votos  | Percentual |
| -- | --------------------------- | ------------ | ------ | ---------- |
| 1  | Mariana Conti               | PSOL         | 14 356 | 2,69 %     |
| 2  | Vini                        | CIDADANIA    | 11 423 | 2,14 %     |
| 3  | Higor Diego                 | REPUBLICANOS | 11 391 | 2,14 %     |
| 4  | Rodrigo da Farmadic         | UNIÃO        | 9 006  | 1,69 %     |
| 5  | Nick Schneider              | PL           | 7 993  | 1,50 %     |
| 6  | Débora Palermo              | PL           | 7 690  | 1,44 %     |
| 7  | Paolla Miguel               | PT           | 7 485  | 1,40 %     |
| 8  | Otto Alejandro              | PL           | 7 442  | 1,40 %     |
| 9  | Carlinhos Camelô            | PSB          | 7 328  | 1,37 %     |
| 10 | Roberto Alves               | REPUBLICANOS | 7 057  | 1,32 %     |
| 11 | Rubens Gás                  | PSB          | 6 960  | 1,31 %     |
| 12 | Arnaldo Salvetti            | MDB          | 6 921  | 1,30 %     |
| 13 | Marcelo Silva               | PP           | 6 895  | 1,29 %     |
| 14 | Perminio Monteiro           | PSB          | 6 612  | 1,24 %     |
| 15 | Nelson Hossri               | PSD          | 6 157  | 1,15 %     |
| 16 | Edison Ribeiro              | UNIÃO        | 6 129  | 1,15 %     |
| 17 | Rossini                     | REPUBLICANOS | 6 112  | 1,15 %     |
| 18 | Bene Lima                   | PL           | 6 093  | 1,14 %     |
| 19 | Luiz Cirilo                 | PODE         | 5 694  | 1,07 %     |
| 20 | Guida Calixto               | PT           | 5 492  | 1,03 %     |
| 21 | Carmo Luiz                  | REPUBLICANOS | 5 479  | 1,03 %     |
| 22 | Filipe Marchesi             | PSB          | 5 435  | 1,02 %     |
| 23 | Guilherme Teixeira          | PL           | 5 383  | 1,01 %     |
| 24 | Professor Wagner Romão      | PT           | 5 088  | 0,95 %     |
| 25 | Hebert Ganem                | PODE         | 5 004  | 0,94 %     |
| 26 | Gustavo Petta               | PC do B      | 4 803  | 0,90 %     |
| 27 | Eduardo Magoga Du Tapeceiro | PODE         | 4 780  | 0,90 %     |
| 28 | Zé Carlos                   | PSB          | 4 460  | 0,84 %     |
| 29 | Marrom Cunha                | MDB          | 4 460  | 0,84 %     |
| 30 | Luis Yabiku                 | REPUBLICANOS | 4 039  | 0,76 %     |
| 31 | Paulo Haddad                | PSD          | 3 969  | 0,74 %     |
| 32 | Dr Yanko                    | PP           | 3 302  | 0,62 %     |
| 33 | Fernanda Souto              | PSOL         | 3 268  | 0,61 %     |

### 18ª Legislatura (2021-2024)
Na Eleição municipal de Campinas em 2020, os 33 vereadores eleitos foram: 
| Candidato               | Partido       | Votos  | Porcentagem |
| ----------------------- | ------------- | ------ | ----------- |
| Mariana Conti           | PSOL          | 10.886 | 2,24%       |
| Higor Campo Grande      | Republicanos  | 7.670  | 1,58%       |
| Marcelo Silva           | PSD           | 6.858  | 1,41%       |
| Fernando Mendes         | Republicanos  | 6.539  | 1,34%       |
| Rodrigo da Farmadic     | DEM           | 6.493  | 1,33%       |
| Filipe Marchesi         | PSB           | 5.605  | 1,15%       |
| Rubens Gás              | DEM           | 4.971  | 1,02%       |
| Nelson Hossri           | PSD           | 4.715  | 0,97%       |
| Zé Carlos               | PSB           | 4.674  | 0,96%       |
| Edison Ribeiro          | PSL           | 4.355  | 0,89%       |
| Permínio Monteiro       | PSB           | 4.127  | 0,85%       |
| Carlinhos Camelô        | PSB           | 4.125  | 0,85%       |
| Professor Alberto       | PL            | 3.990  | 0,82%       |
| Du Tapeçeiro            | PODE          | 3.846  | 0,79%       |
| Guida Calixto           | PT            | 3.645  | 0,75%       |
| Luiz Henrique Cirilo    | PSDB          | 3.593  | 0,74%       |
| Arnaldo Salvetti        | MDB           | 3.570  | 0,73%       |
| Jair da Farmácia        | SOLIDARIEDADE | 3.560  | 0,73%       |
| Paulo Bufalo            | PSOL          | 3.374  | 0,69%       |
| Jorge Schneider         | PL            | 3.153  | 0,65%       |
| Juscelino da Barbarense | PL            | 3.083  | 0,63%       |
| Gustavo Petta           | PCdoB         | 3.059  | 0,63%       |
| Marcelo da Farmacia     | AVANTE        | 3.020  | 0,62%       |
| Paulo Gaspar            | NOVO          | 3.014  | 0,62%       |
| Paolla Miguel           | PT            | 2.728  | 0,56%       |
| Major Jaime             | PP            | 2.614  | 0,54%       |
| Cecilio                 | PT            | 2.592  | 0,53%       |
| Rossini                 | PV            | 2.570  | 0,53%       |
| Otto Alejandro          | PL            | 2.470  | 0,51%       |
| Marrom Cunha            | SOLIDARIEDADE | 2.081  | 0,41%       |
| Debora Palermo          | PSC           | 1.937  | 0,40%       |
| Carmo Luiz              | PSC           | 1.861  | 0,38%       |
| Paulo Haddad            | CIDADANIA     | 1.831  | 0,38%       |

## Canal de televisão
A Câmara Municipal possui um canal de televisão batizado de "TV Câmara Campinas", que transmite sua programação, regionalmente e em sinal aberto, no canal 11.3, e também em seu site oficial. Nos serviços de televisão por assinatura, é trasmitida no canal 4 da Claro TV, e no canal 9 da VIVO TV, Todas as sessões ordinárias e extraordinárias são transmitidas ao vivo, bem como audiências públicas e diversas reuniões de parlamentares na Casa. O canal tem ainda programação própria, com conteúdos abordando saúde, esporte, cultura e outros.